# ستيفن ميندوزا
ستيفن ميندوزا (بالإسبانية: John Stiven Mendoza) (27 يونيو 1992 في كولومبيا - ) هو لاعب كرة قدم كولومبي في مركز جناح ‏. شارك مع منتخب كولومبيا تحت 17 سنة لكرة القدم ومنتخب كولومبيا تحت 20 سنة لكرة القدم. أما مع النوادي، فقد لعب مع أمريكا دي كالي وديبورتيفو كالي ونادي تشينايين ونادي كورينثيانز ونادي نيويورك سيتي ونادي إنفيغادو وكوكوتا ديبورتيفو ‏.

## وصلات خارجية
- ستيفن ميندوزا على موقع الاتحاد الدولي (مؤرشف)  (الإنجليزية)
- ستيفن ميندوزا على موقع الدوري الأمريكي (الإنجليزية)
- ستيفن ميندوزا على موقع قاعدة بيانات كرة القدم.إي يو (الإنجليزية)
- ستيفن ميندوزا على موقع ليكيب (الفرنسية)
- ستيفن ميندوزا على موقع ناشيونال فوتبول تيمز (الإنجليزية)
- ستيفن ميندوزا على موقع Soccerway.com (الإنجليزية)
- ستيفن ميندوزا على موقع AS.com (الإسبانية)